# Герб Израиля
Герб Государства Израиль (ивр. סמל מדינת ישראל‎ араб. شعار دولة إسرائيل‎) — один из официальных символов Израиля, представляет собой геральдический щит (французский четырёхугольный с заострённым основанием) с изображённой на нём менорой (семисвечником из Иерусалимского храма). Семисвечник обрамлён оливковыми ветвями, символизирующими мир; под основанием меноры — надпись: ивр. ישראל‎ — «Израиль». Геральдический щит — всегда синий, тогда как изображения меноры и оливковых ветвей могут быть как белого (как на президентском штандарте), так и золотого цветов (в большинстве остальных мест, например — на обложке израильского паспорта).
Правовой и политический статус герба Государства Израиль первоначально определялся Законом о флаге, гербе и государственном гимне, который был принят 24 мая 1949 года. В 2018 году статус герба был поднят до конституционного и стал определяться законом, провозглашающим Израиль национальным государством евреев, являющимся в стране одним из основных.

## Символизм

Фрагмент арки Тита

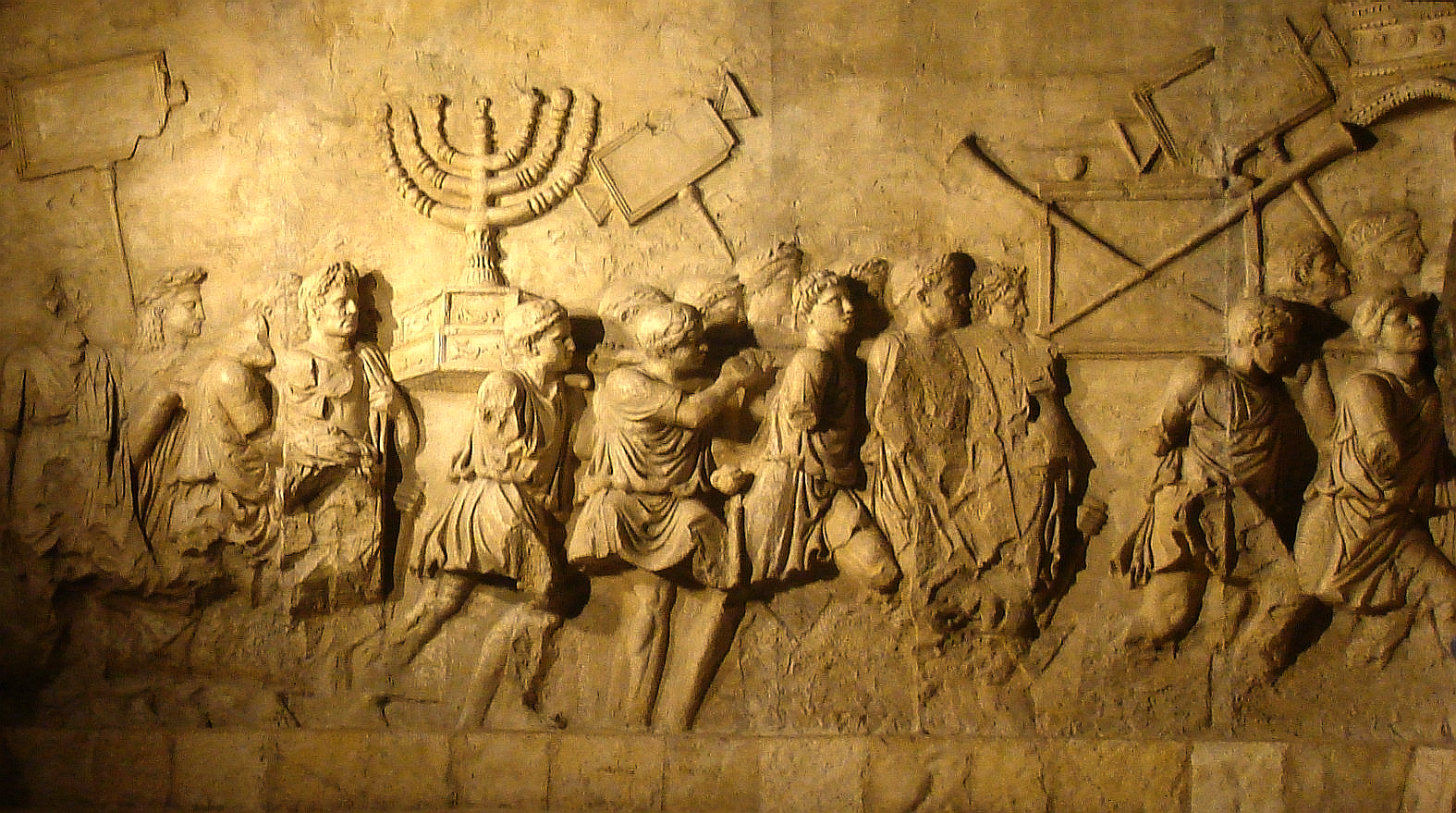
Эскиз, использованный для официального герба страны, был основан на изображении меноры с триумфальной арки Тита

Согласно традиции, создание меноры, как и всей священной утвари в скинии, было предписано Богом Моисею на горе Синай (Исх. 25:9). Тора содержит детальное описание меноры (Исх. 25:31-36). В скинии менора помещалась в святилище перед южным краем завесы (др.-евр. פָּרֶכֶת‬ парохет), скрывавшей от глаз Святая Святых, симметрично столу предложения (Чис. 4:7), стоявшему перед северным краем завесы (Исх. 26:35; Исх. 40:24). Первосвященник зажигал менору в сумерки и очищал её горелки утром (Исх. 30:7–8), она горела всю ночь (1Цар. 3:3); в книге Исход (Исх. 27:20; также Лев. 24:2-4) её пламя названо «постоянный светильник» (др.-евр. נֵר תָּמִיד‬ нер тамид). Иосиф Флавий свидетельствовал, что три из семи лампад меноры горели также и днём («Иудейские древности». 3. 199).

Символика герба Израиля восходит также к видению пророка Захарии:
 «…вижу, вот светильник весь из золота, и чашечка для елея наверху его, и семь лампад на нём, и по семи трубочек у лампад, которые наверху его; и две маслины на нём, одна с правой стороны чашечки, другая с левой стороны её.» (Зах. 4:2, 3).
Менора находилась в Иерусалимском храме. Она с давних пор была символом иудаизма и всеобщего просветления народов, согласно написанному в пророчестве Исаии:

«И придут народы к свету твоему, и цари — к восходящему над тобою сиянию.» (Ис. 60:3)
Последнее по времени изображение меноры — на арке Тита, посвящённой завоеванию Иудеи и расположенной в Риме на императорских форумах, где изображены пленники, несущие сокровища разграбленного Второго Иерусалимского храма. Именно эта менора взята за основу изображения семисвечника на гербе Израиля, хотя братья Шамир предложили более современный рисунок. Члены Комитета по флагу и гербу решили, что это будет символизировать возвращение меноры к месту её первоначального местоположения.
В 1948 году, после основания государства, был проведён конкурс дизайнеров, предлагавших различные проекты герба Израиля. 10 февраля 1949 года был принят проект победителей конкурса — братьев Габриэля и Максима Шамир, дополненный элементами проектов, выигравших в первом туре этого мероприятия.
Оливковые ветви на гербе символизируют мир. Тем самым первоначальный девиз на эскизе, предложенном братьями Шамир «Мир над Израилем» был урезан до названия страны, «Израиль».

## Варианты изображения

Штандарт президента Израиля
На печати Моссада изображена менора из герба
Используется на правительственных документах и веб-сайтах
Используется на документах и сайте премьер-министра
Используется на документах и сайте Кнессета
Используется на документах и сайте Верховного суда
Используется на документах и сайте Верховного суда
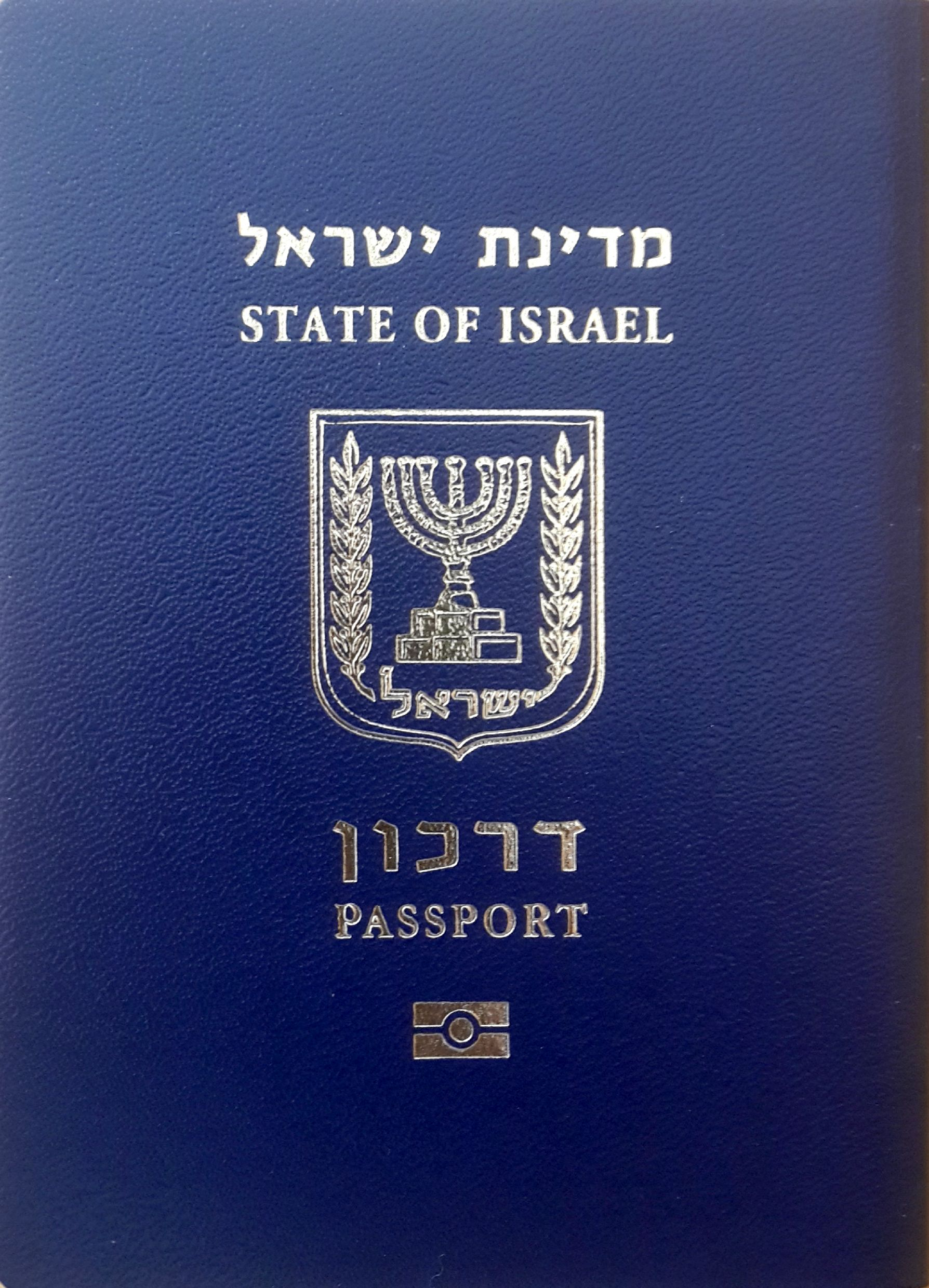
На израильском зарубежном паспорте
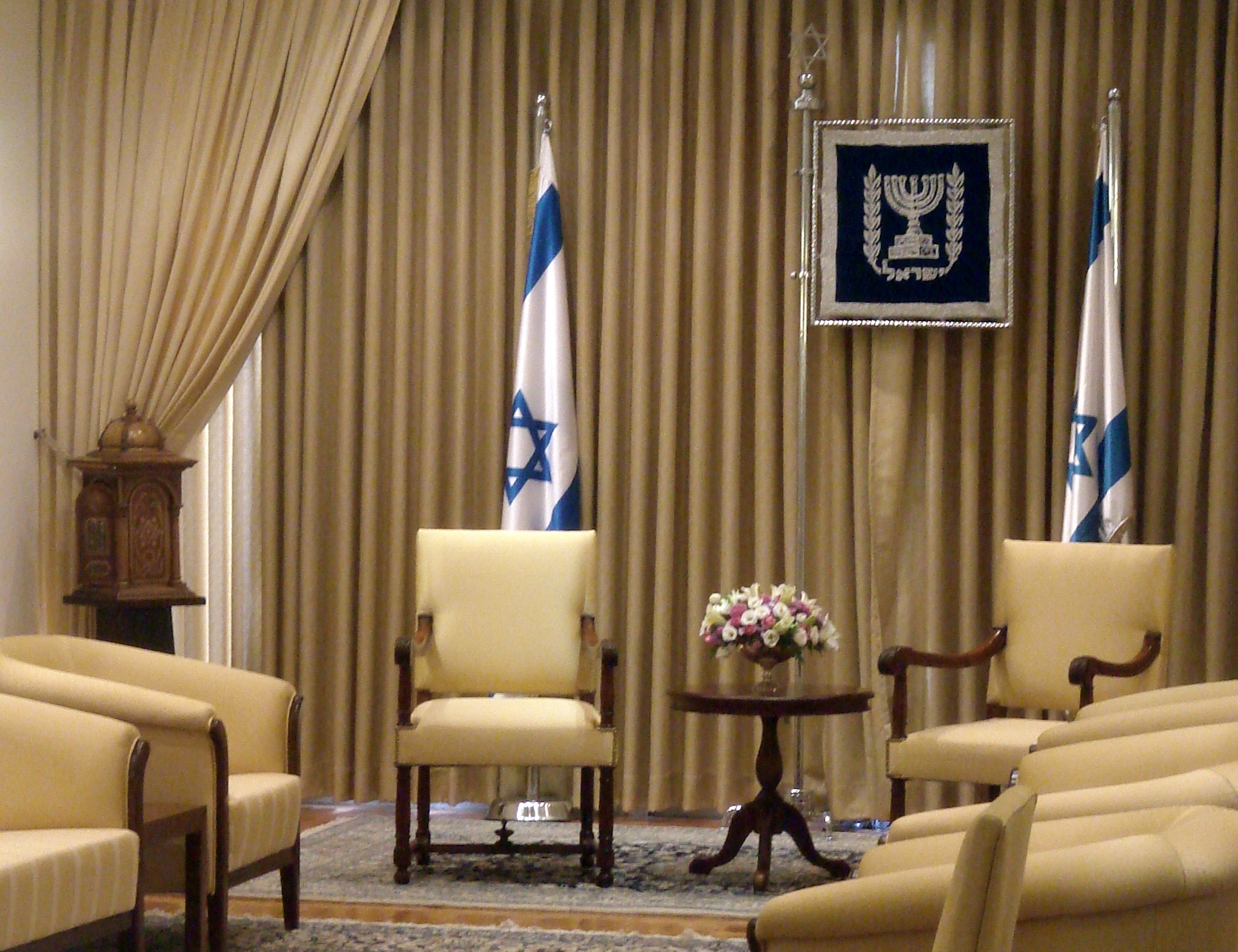
В доме президента Израиля
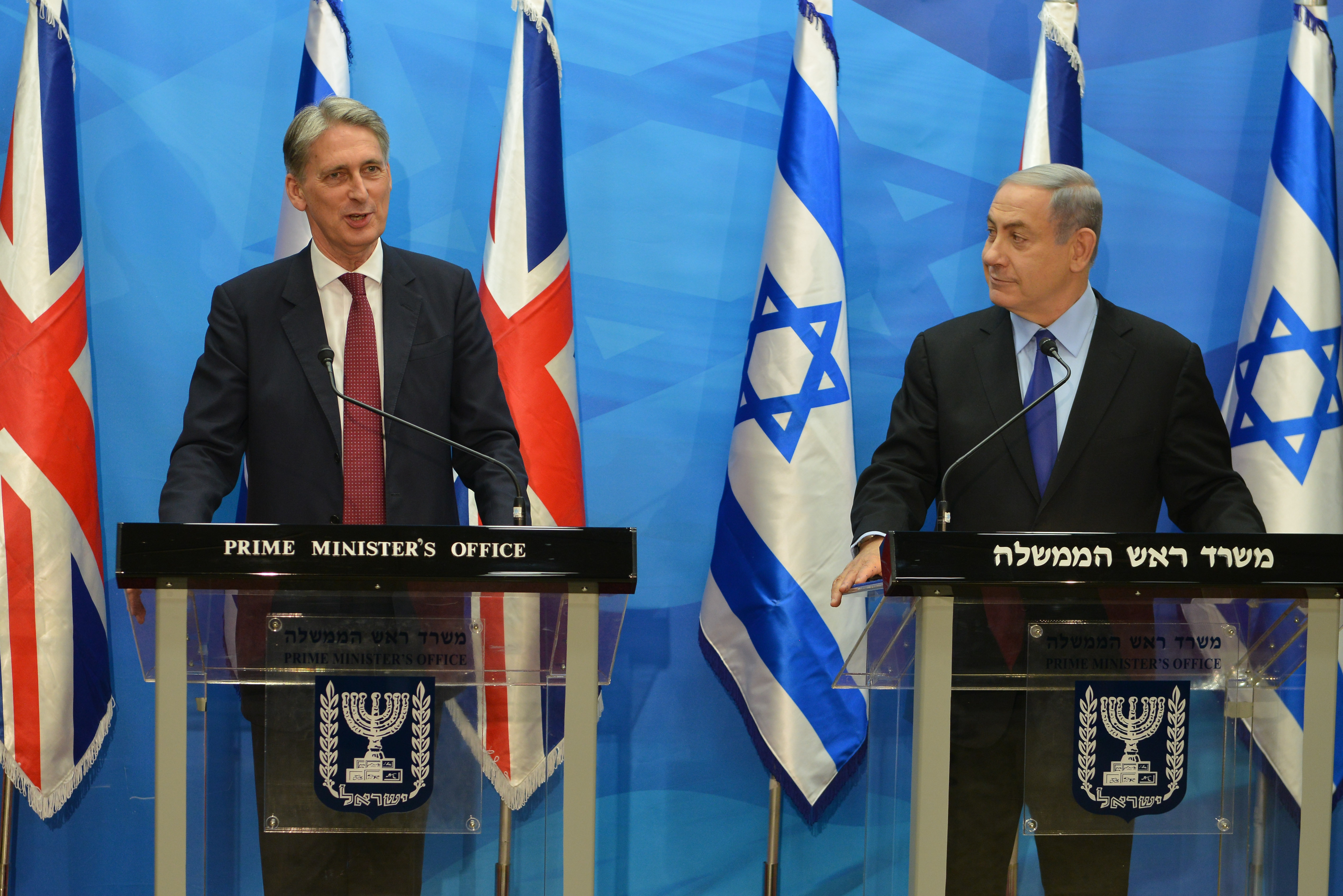
В министерстве премьер-министра
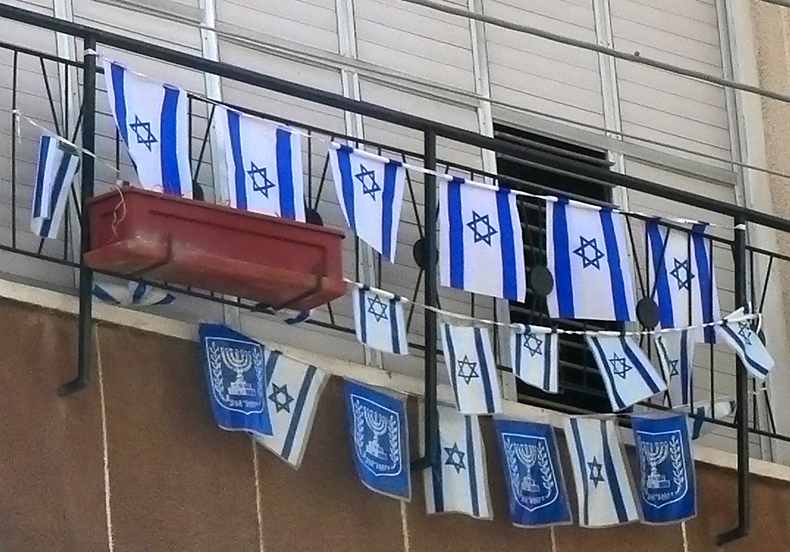
На флажках в День Независимости
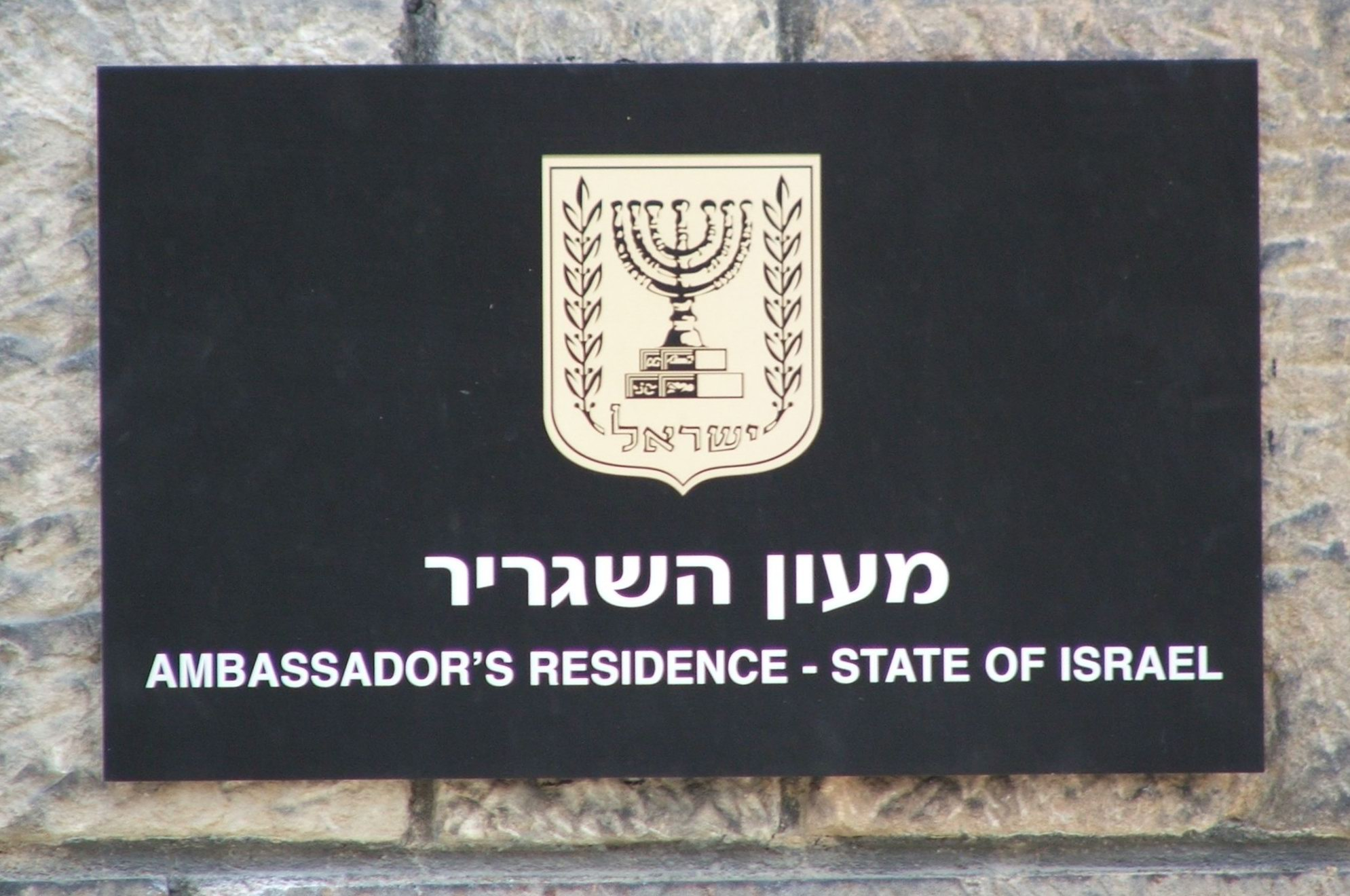
На здании посольства Израиля в Чехии

## Изменение статуса

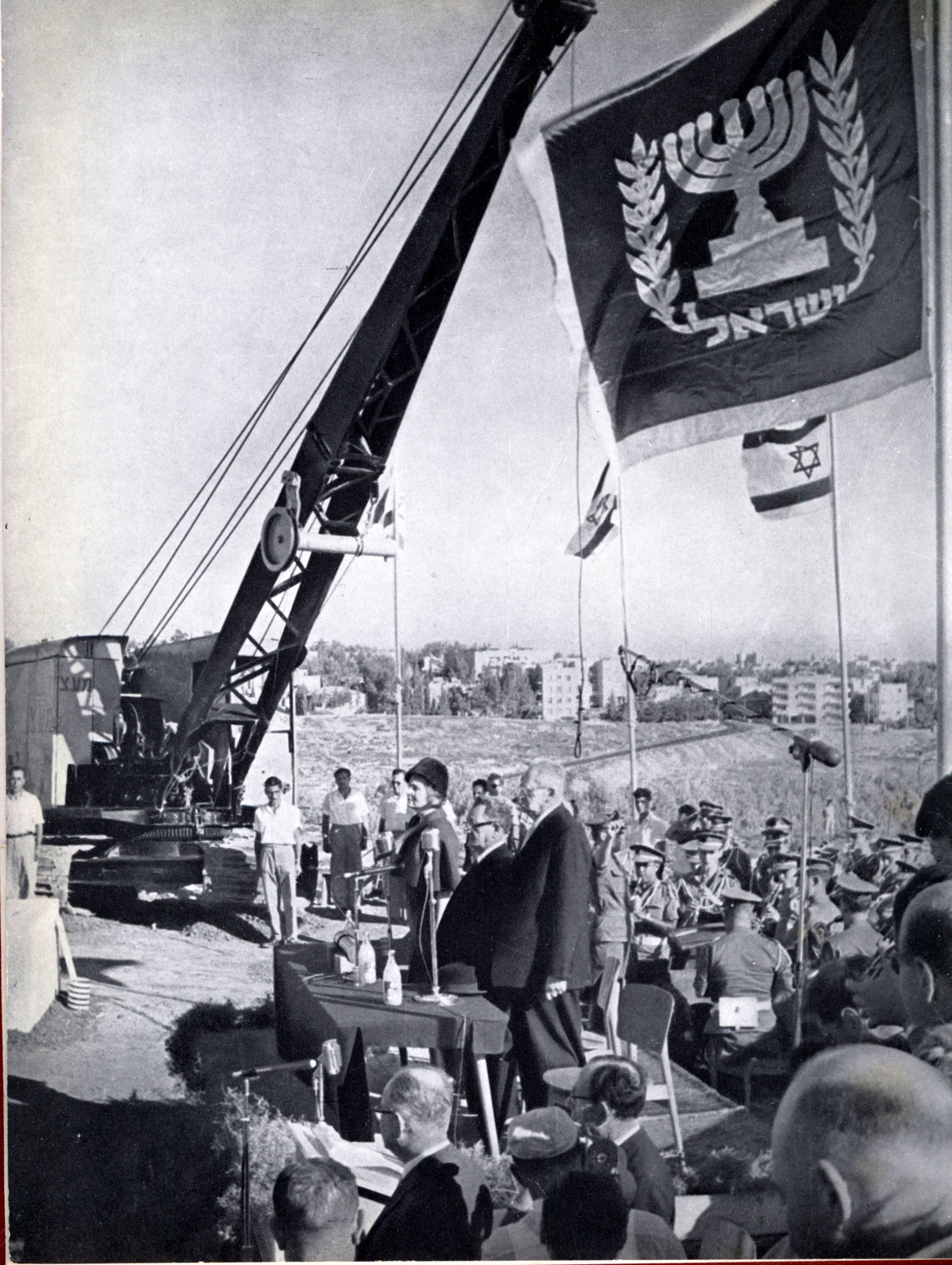
Торжественная закладка краеугольного камня нового здания Кнессета в Иерусалиме, 1958 год

На шестом десятилетии существования страны произошло постепенное снижение статуса государственного герба. Несколько министерств убрали герб со своих документов, заменив его более современными логотипами. Многие подразделения министерств и ведомств также стали заказывать для себя собственные логотипы и применять их на своих документах вместо герба государства. Статус герба, как главного государственного символа тем самым был ослаблен.
Этот процесс достиг своего апогея в октябре 2013 года, когда Председатель Кнессета, символом которого государственный герб был со времени Учредительного собрания в 1949 году, объявил конкурс на разработку нового логотипа Кнессета. Это решение вызвало массовый общественный протест, одним из результатов которого стало решение ряда министерств вернуть герб государства на свои веб-сайты.
19 июля 2018 года Кнессет ратифицировал Основной закон, согласно которому Израиль объявлялся национальным государством еврейского народа. Статья 2 этого закона посвящена символам государства — флагу, гербу и гимну. Таким образом статус символов государства был повышен. В новом законе при словесном описании государственного герба описание одного из его четырех компонентов, геральдического щита, было опущено.